# Markus Pargfrieder
Markus Pargfrieder (* 27. Mai 1978 in Linz) ist ein ehemaliger österreichischer Basketballspieler.

## Laufbahn
Der 1,94 Meter große Flügelspieler stand von 2002 bis 2008 in Diensten des österreichischen Erstligisten WBC Kraftwerk Wels. Er war österreichischer Teamspieler und nahm mit der Nationalmannschaft an der B-Europameisterschaft 2005 teil.
Hauptberuflich wurde Pargfrieder, der von 1997 bis 2001 an der Fachhochschule Hagenberg ein Studium im Fach Medientechnik und -design absolvierte, im Bereich Werbung und Marketing tätig, bei Basketball-Übertragungen des Fernsehsenders Sky trat er nach seiner Spielerlaufbahn als Experte auf.
Seine Mutter Helga war Basketball-Nationalspielerin.

## Stationen
- 1995–1997: 96ers Wels
- 1999–2001: Red Devils Linz
- 2001–2002: Linzstrom Red Devils
- 2002–2008: WBC Kraftwerk Wels